# Соломонов коронован гълъб
Соломоновият коронован гълъб (Microgoura meeki) е изчезнал вид птица от семейство Гълъбови (Columbidae), единствен представител на род Microgoura.